# شهرستان رومنی
شهرستان رومنی (به لاتین: Romny Raion) یک شهرستان در اوکراین است که در استان سومی واقع شده‌است. شهرستان رومنی ۱٬۹۰۰ کیلومتر مربع مساحت و ۳۳٬۱۷۴ نفر جمعیت دارد.